# Mirco Lorenzetto
Mirco Lorenzetto (Vittorio Veneto, Vèneto, 19 de juliol de 1981) va ser un ciclista italià, professional des del 2004 fins al 2011. Un cop retirat, s'ha dedicat a la direcció esportiva.
En el seu palmarès destaca la victòria al Giro del Friül de 2009 i una etapa de la Volta a Polònia de 2010.

## Palmarès
- 2001
  - 1r a l'Astico-Brenta
- 2002
  - 1r al Trofeu Banca Popolare di Vicenza
  - Vencedor de 2 etapes del Tour de Berlín
- 2002
  - 1r al Trofeu Edil C
- 2003
  - 1r a la Piccola Sanremo
- 2007
  - Vencedor d'una etapa del Tour del Mediterrani
- 2008
  - Vencedor d'una etapa de la Volta a la Comunitat Valenciana
  - Vencedor d'una etapa de la Volta a Turquia
- 2009
  - 1r al Giro del Friül
  - Vencedor de 2 etapes de la Volta a Sardenya
- 2010
  - Vencedor d'una etapa de la Volta a Polònia

### Resultats al Giro d'Itàlia
- 2005. 109è de la classificació general
- 2006. Abandona (21a etapa)
- 2007. 109è de la classificació general
- 2008. Abandona (14a etapa)

### Resultats a la Volta a Espanya
- 2005. Abandona (5a etapa)

### Resultats al Tour de França
- 2010. 166è de la classificació general